# Meta Akkus
Pour les articles homonymes, voir Akkus.
 (mars 2025).
La mise en forme du texte ne suit pas les recommandations de Wikipédia : il faut le « wikifier ».
Les points d'amélioration suivants sont les cas les plus fréquents. Le détail des points à revoir est peut-être précisé sur la page de discussion.
- Les titres sont pré-formatés par le logiciel. Ils ne sont ni en capitales, ni en gras.
- Le texte ne doit pas être écrit en capitales (les noms de famille non plus), ni en gras, ni en italique, ni en « petit »…
- Le gras n'est utilisé que pour surligner le titre de l'article dans l'introduction, une seule fois.
- L'italique est rarement utilisé : mots en langue étrangère, titres d'œuvres, noms de bateaux, etc.
- Les citations ne sont pas en italique mais en corps de texte normal. Elles sont entourées par des guillemets français : « et ».
- Les listes à puces sont à éviter, des paragraphes rédigés étant largement préférés. Les tableaux sont à réserver à la présentation de données structurées (résultats, etc.).
- Les appels de note de bas de page (petits chiffres en exposant, introduits par l'outil «  Source ») sont à placer entre la fin de phrase et le point final[comme ça].
- Les liens internes (vers d'autres articles de Wikipédia) sont à choisir avec parcimonie. Créez des liens vers des articles approfondissant le sujet. Les termes génériques sans rapport avec le sujet sont à éviter, ainsi que les répétitions de liens vers un même terme.
- Les liens externes sont à placer uniquement dans une section « Liens externes », à la fin de l'article. Ces liens sont à choisir avec parcimonie suivant les règles définies. Si un lien sert de source à l'article, son insertion dans le texte est à faire par les notes de bas de page.
- La présentation des références doit suivre les conventions bibliographiques. Il est recommandé d'utiliser les modèles {{Ouvrage}}, {{Chapitre}}, {{Article}}, {{Lien web}} et/ou {{Bibliographie}}. Le mode d'édition visuel peut mettre en forme automatiquement les références.
- Insérer une infobox (cadre d'informations à droite) n'est pas obligatoire pour parachever la mise en page.

Pour une aide détaillée, merci de consulter Aide:Wikification.
Si vous pensez que ces points ont été résolus, vous pouvez retirer ce bandeau et améliorer la mise en forme d'un autre article.
Meta Akkus, née le 10 février 1980 est une réalisatrice, scénariste, auteure et productrice franco-turque. Elle est surtout connue pour son film familial fantastique Make A Wish (Bir Dilek Tut ).

## Début de la vie
Meta Akkus, née en Turquie, grandit à Paris, en France. Elle a fréquenté le collège Béranger, situé dans le quartier du Marais. Là, elle rejoint le club de théâtre de l’école et étudie le jeu d’acteur pendant sept ans, jouant dans diverses pièces classiques.
Lors de sa dernière année de collège, Akkus est chargée par son professeur d’histoire de réaliser un documentaire sur les élèves de son école qui ont été déportés vers des camps de concentration pendant la Seconde Guerre mondiale, en 1940.
À l'âge de 17 ans, Akkus quitte le lycée Henri-Bergson à Paris et met sa carrière d’actrice en pause pour écrire et mettre en scène sa première pièce, Le Temps N'Existe Pas.
À l'âge de 18 ans, Akkus réalise son premier court-métrage, La Solitude[réf. nécessaire]. Cette expérience la conduit à s’installer à Londres pour étudier et travailler dans le domaine du cinéma,.

## Carrière cinématographique
À Londres, Akkus suit des cours de réalisation à Panico Film avant de poursuivre sa formation à Central St Martins. Elle travaille comme assistante de production sur le tournage du film de Le monde ne suffit pas, réalisé par Michael Apted
Elle travaille en tant qu'assistante réalisatrice sur diverses productions, notamment une campagne publicitaire pour Micron PC, réalisée par Terry Gilliam, pour Radical Media.
Elle apprend à monter des films chez Swordfish Editing à Soho, travaillant comme assistante monteuse pendant plus d'un an, période durant laquelle elle produit, réalise et monte son deuxième court-métrage, Unsatisfaction[réf. nécessaire]. sur pellicule 35 mm. Ce court métrage est acheté par Canal+ pour une diffusion télévisée.
BBD Productions, à Paris, l'engage comme l'une de leurs trois réalisateurs exclusifs pour des publicités, les deux autres étant Luc Besson et Jean-Paul Goude. CChez BBD, Akkus réalise de nombreuses publicités et clips musicaux à travers le monde, pour des marques de luxe internationales telles que que Chanel, Lux, Evian, Mini Cooper, Paşabahçe, BP et Pınar[réf. nécessaire].
Meta Akkus participe au 5e Festival international du court-métrage d'Izmir en novembre 2004 avec ses courts-métrages La Peur, Zero Tues et Unsatisfaction.
À Cape Town, Akkus réalise des publicités pour le Groupe Saur, où elle crée un village africain entier et montre des gens transportant de l'eau depuis tous les coins de la Terre vers l'Afrique.
En 2009-2010, Akkus réalise les scènes d'interview dans le documentaire Passeport turc, qui traite de la Seconde Guerre mondiale et des survivants juifs turcs de la Seconde Guerre mondiale.
Akkus initie et réalise un clip vidéo pour le trio pop basé à Copenhague, WhoMadeWho, pour leur chanson.
Elle est l'auteure de deux livres publiés en Turquie, Aşktan Ötürü et Abrakadabra,.
Akkus réalise quatre clips vidéo pour le chanteur de rock turc « Kiraç »[réf. nécessaire] . Pour lui, elle écrit et réalise un court-métrage pour sa chanson Senden Başka, une histoire sur l'amour d'un garçon pour sa mère, diffusée chaque année sur les chaînes de télévision turques à l'occasion de la fête des mères.
Meta Akkus écrit, produit et réalise son premier long métrage Make A Wish ( Bir Dilek Tut ) en 2022. Un film familial magique sur le passage à l'âge adulte, raconte l'histoire d'un garçon de 12 ans, Berke, qui découvre le secret pour réaliser ses vœux. Elle commence la pré-production à Istanbul. Le tournage a lieu à Mardin, une ancienne ville romaine près de la frontière turque avec la Syrie,,,,,,,,. Son film Make a Wish est demi-finaliste au Festival international du film de Rhode Island (RIIFF) de Flickers.

## Filmographie

### Longs métrages
| Année | Titre       | Directeur | Producteur | Écrivain | Remarques                                                                                                   |
| ----- | ----------- | --------- | ---------- | -------- | --- |
| 2022  | Fais un vœu | Oui       | Oui        | Oui      | Co-écrit avec Avni Tuna Dilligil avec Altan Erkekli Vildan Atasever İhsan Berk Aydın Cinéaste Joan Bordera, |

| Année | Titre          | Directeur | Écrivain | Remarques                                                                             |
| ----- | -------------- | --------- | -------- | ------------------------------------------------------------------------------------- |
| 1998  | La Solitude    | Oui       | Oui      | Produit. Avec Zoé Coussoneau[réf. nécessaire].                                        |
| 2003  | Insatisfaction | Oui       | Oui      | Avec Helen Le Bohec Directeur de la photographie Philipp Blaubach                     |
| 2005  | La Peur        | Oui       | Oui      | Avec Karina Beuthe, Audrey Caillaud, Directeur photo Jean Poisson                     |
| 2006  | La Muette      | Oui       | Oui      | Avec Zoe Duchesne et Jean Christophe Gra Directeur de la photographie Vincent Mathias |

| Année | Titre           | Directeur | Écrivain | Entreprise                                                                   | Remarques                      |
| ----- | --------------- | --------- | -------- | ---------------------------------------------------------------------------- | ------------------------------ |
| 2004  | Groupe Saur     | Oui       | Oui      | Groupe Saur                                                                  | Note prise au Cap              |
| 2006  | Oui             | Oui       | Chanel   | Avec Zoé Duchesne[réf. nécessaire] Directeur de la photographie Jean Poisson |                                |
| 2007  | CK              | Oui       | CK       | Avec Zoé Duchesne, Romulo Pires[réf. nécessaire]                             |                                |
| 2007  | [Savon Lux]     | Oui       |          | Savon Lux                                                                    | Vincent Mathias                |
| 2008  | Mini BMW        | Oui       | Oui      | Mini BMW                                                                     | Avec Meta Akkus et Jan Schunke |
| 2015  | Pasabahce Omnia | Oui       | Oui      | Pasabahce                                                                    |                                |

- Asktan Ötürü (2016)[3],[24],[25],[26],[27]. Meta Batterie. RÉTRO BASIM YAYIN.volume 160. date de sortie : 22/02/2016.  (ISBN 9786058677043)

- Abrakadabra (2018)[5],[28]. Meta Batterie. LES MEILLEURES PRODUCTIONS DE FILMS.volume 116. date de sortie : 19/06/2018. (ISBN 9786058144903)